# خردل سپری (سرده)
خردل سپری (نام علمی: Clypeola) نام یک سرده از تیره شب‌بویان است.